# Josip Šimić (rukometaš)
Josip Šimić (Berlin, Njemačka, 10. svibnja 2000.) hrvatski je rukometaš na poziciji pivota.

## Klupska karijera
Rođen je i odrastao u Njemačkoj u hrvatskoj obitelji. Josip Šimić je od 2016. igrao u juniorskom pogonu njemačkoga 1. VfL Potsdama. Potom je napravio skok u glavnu momčad. S Potsdamom je prešao u 2. Bundesligu 2022. U sezoni 2023./24. bio je drugi najbolji strijelac Potsdama sa 153 gola, a također je s klubom prešao u 1. Bundesligu. U Potsdamu igra od svoje 16. godine i trenutno je najdugovječniji igrač u tom klubu.

## Reprezentativna karijera
S mladom reprezentacijom Hrvatske osvojio je 10. mjesto na Svjetskom prvenstvu do 19 godina 2019. Pozvan je za nastupe u pripremnim utakmicama za Svjetsko rukometno prvenstvo u Hrvatskoj, Danskoj i Norveškoj 2025. godine. Igrao je za hrvatsku reprezentaciju koja je osvojila srebro na tom prvenstvu.